# Список умерших в 976 году
В этой статье представлен список известных людей, умерших в 976 году.
См. также: Категория:Умершие в 976 году

## Январь
- 10 января — Иоанн I Цимисхий — византийский император (969—976)

## Май
- 11 мая — Генрих I — граф Штаде.

## Июнь
- 13 июня — Мансур I ибн Нух — эмир Саманидского государства (961—976).
- 28 июня — Геро — архиепископ Кёльна (969—976); святой Римско-католической церкви

## Июль
- 28 июля — Феодор II — патриарх Антиохийский (23 января 970—28 июля 976)

## Октябрь
- 8 октября — Елена Задарская — королева и регент Хорватии; регент при сыне Степане Држиславе
- 16 октября — Аль-Хакам II — халиф Кордовы (961—976)

## Ноябрь
- 14 ноября — Тай-цзу — китайский император (960—976), основатель династии Сун

## Точная дата смерти неизвестна
- Ардуин Глабер — первый маркграф Туринской марки из рода Ардуиничей.
- Гильом II — граф Бордо (?—976)
- Дитрих I фон Веттин — граф в Гассегау, первый достоверно известный представитель дома Веттинов.
- Пьетро IV Кандиано — 22-й венецианский дож (959—976)
- Матгамайн мак Кеннетиг — король Томонда (953—976) и король Мунстера (969—976)
- Хуажуй — китайская поэтесса
- Яхья аль-Мансур — имам Зейдитского государства в Йемене (934—976)